# Basilica di Sant'Antioco Martire
La basilica di Sant'Antioco Martire è una chiesa di origine bizantina situata nel comune di Sant'Antioco, coeva della basilica di San Saturnino a Cagliari e della chiesa di San Giovanni in Sinis (nel comune di Cabras).

## Storia

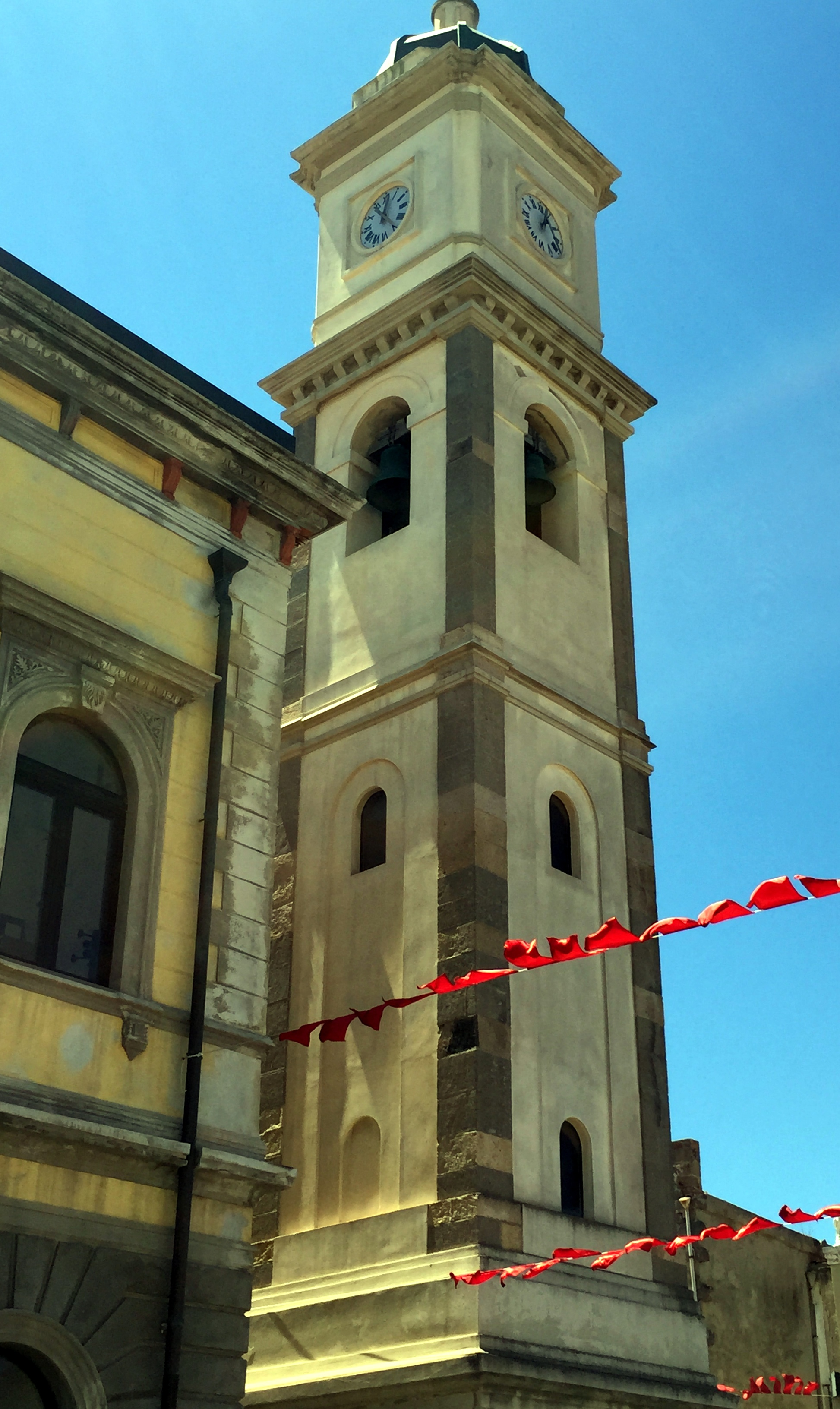
Particolare del campanile

L'impianto originario fu costruito tra la fine del V e gli inizi del VI secolo con pianta a croce greca e corpo cupolato dotato di scuffie. L'orientamento era Nord-Sud e presumibilmente l'altare maggiore si trovava sopra la tomba del beato martire Antioco, sepolto nell'area catacombale sottostante nel 127 d.C. Dopo lo scisma, nel 1089 d.C., i monaci vittorini di Marsiglia, oggi facenti parte dell'ordine dei benedettini, furono inviati in Sardegna con il compito di "occidentalizzare" il culto, ovvero sradicare le tradizioni e gli apparati liturgici appartenenti alla cultura e al rito bizantino.
I monaci apportarono numerose modifiche: l'allungamento della navata centrale, trasformando così la croce greca in croce latina; l'orientamento secondo l'asse Est-Ovest con conseguente spostamento dell'altare in direzione Est; la creazione dell'abside e di una cappella laterale absidata; tutta l'intera struttura fu, inoltre, interamente intonacata e dipinta. Di questi dipinti si ricordano soltanto degli angioletti sulla cupola e delle cassettonature lungo le arcate delle navate laterali.
Intorno al XVIII secolo venne allungata ulteriormente la navata centrale e venne completamente intonacata ed affrescata. Venne dotata di una facciata in stile neo barocco ancora esistente.

## Descrizione
Nella seconda metà del XX secolo un nubifragio provocò il distacco di parte dell'intonaco e il parroco, don Salvatore Armeni, pensò di riportare la chiesa allo stato originale. Spogliata la chiesa dagli arredi barocchi ci si rese conto della vera epoca originale della chiesa, perché fino ad allora si era erroneamente pensato che risalisse all'XI - XII secolo.
L'altare maggiore venne sostituito dal parroco successivo, don Demetrio Pinna, che nell'anno 1991, con l'ausilio del vescovo Giovanni Cogoni, ottenne dalla Santa Sede una bolla pontificia con la quale veniva attribuito alla chiesa il titolo di basilica minore.
Nel 2019, la basilica subisce un ulteriore restauro, in cui è stato rialzato il pavimento e sostituito l'altare e l'ambone, costruita una nuova sacrestia sulla parte destra della basilica.
Il pavimento l'altare e l'ambone sono stati realizzati in marmo bianco di Orosei.
L'edificio sacro è stato riaperto al culto il 1 agosto 2020, ben dopo un anno mezzo di lavori.